# Saint-Mexant
Saint-Mexant är en kommun i departementet Corrèze i regionen Nouvelle-Aquitaine i de centrala delarna av Frankrike. Kommunen ligger  i kantonen Tulle-Campagne-Nord som tillhör arrondissementet Tulle. År 2022 hade Saint-Mexant 1 331 invånare.

## Befolkningsutveckling
Antalet invånare i kommunen Saint-Mexant
Referens:INSEE